# CV Guaguas
CV Guaguas volleybollklubb från Las Palmas de Gran Canaria, Spanien. Klubben grundades 2020. Genom att ta över CV 7 islas spellicens kunde de starta direkt i Superliga de Voleibol Masculina. De blev spanska mästare redan första säsongen och har 2024 blivit spanska mästare tre gånger (alla säsonger utom en). De har deltagit i de europeiska cuperna med varierande framgång.